# دبي هيلز مول
دبي هيلز مول هو مجمع تجاري وترفيهي يقع في دبي، الإمارات العربية المتحدة. يقع في دبي هيلز إستيت، عند تقاطع الخيل وأم سقيم . تشكل دبي هيلز إستيت واحدة من أولى مراحل تطوير مدينة محمد بن راشد (مدينة محمد بن راشد) وسيكون دبي هيلز مول المركز التجاري الإقليمي الرئيسي في المنطقة. افتتح المركز التجاري في 17 فبراير 2022.

## الخلفية
دبي هيلز مول مملوك ومدار من قبل إعمار مولز، وهي شركة تابعة لشركة إعمار العقارية. إعمار هي المسؤولة عن بناء دبي مول، أكبر مركز تسوق في العالم من حيث المساحة الإجمالية. تم الإعلان عن خطط دبي هيلز مول في أغسطس 2017 وتاريخ الانتهاء كان مقررًا في أواخر عام 2019.

## التطوير
يضم دبي هيلز مول مساحة إجمالية قابلة للتأجير تزيد عن 2,000,000 قدم مربع (190,000 م2) . تم استخدام هذا كمساحة لـ 750 منفذ بيع بالتجزئة  ومنافذ لتناول الطعام. يمكن الوصول إلى المركز التجاري من طريق أم سقيم وشارع الخيل.

## الموقع
يقع دبي هيلز مول في تطوير دبي هيلز إستيت. في المنطقة المجاورة مباشرة، هناك العديد من المشاريع السكنية، وملعب غولف للبطولات من 18 حفرة، ودبي هيلز بارك ودبي هيلز بوليفارد. روابط الطرق البارزة، بما في ذلك شارع أم سقيم وشارع الخيل،  تعني أنه يمكن الوصول إليها من وسط مدينة دبي ومرسى دبي والجيوب السكنية في تلال الإمارات والمرابع العربية.

## سمات

### التصميم
بالنسبة لدبي هيلز مول يتمركز حول فناء مركزي،  تتفرع منه سلسلة من شوارع الشوارع المترابطة.

### الراحة والترفيه
دبي هيلز مول هو أحد أحدث مشاريع البيع بالتجزئة من إعمار. تم التخطيط لبناء 4 مجمعات ترفيهية وترفيهية رئيسية، بما في ذلك مجمع سينما مؤلف من 17 شاشة وساحة حفلات موسيقية في الهواء الطلق.

## أنظر أيضا
- دبي مول
- الإمارات مول

- دبي هيلز
- إعمار العقارية